# Доња шупља вена
Доња шупља вена (лат. vena cava inferior) је вена која шаље редуковану крв из доњих делова тела ка десној преткомори срца и заједно са горњом шупљом веном чине две највеће вене у организму. Настаје на месту које је приближно висини петог слабинског пршљена спајањем леве и десне бедрене вене. Простире се дуж десне стране кичменог стуба, иза јетре и гуштераче и преко отвора на дијафрагми улази у десну преткомору срца, где се улива. Постоји велики број вена које се уливају у њу, а међу најважнијим су бубрежне и вене јетре.